# Chet Carlisle
Chester Gray Carlisle, detto Chet (Crowley, 2 novembre 1916 – San Anselmo, 3 agosto 1988), è stato un cestista statunitense, professionista nella BAA.